# I. e. 612
Évszázadok: i. e. 8. század – i. e. 7. század – i. e. 6. század
Évtizedek: i. e. 660-as évek – i. e. 650-es évek – i. e. 640-es évek – i. e. 630-as évek – i. e. 620-as évek – i. e. 610-es évek – i. e. 600-as évek – i. e. 590-es évek – i. e. 580-as évek – i. e. 570-es évek – i. e. 560-as évek
Évek: i. e. 617 – i. e. 616 – i. e. 615 – i. e. 614 –  i. e. 613 – i. e. 612 – i. e. 611 – i. e. 610 – i. e. 609 – i. e. 608 – i. e. 607

## Események
- A 42. olümpiai játékok
- A médek és az Újbabiloni Birodalom seregei elfoglalják az Újasszír Birodalom fővárosát, Ninivét. Szín-sar-iskun, az asszír uralkodó valószínűleg életét veszti. Az asszír adminisztráció és hadsereg maradéka Harránba menekül egyiptomi támogatással.